# Tudor Vladimirescu (cartier din Iași)

Campus Tudor Vladimirescu, Iulius Mall, CET Iaşi

Căminul studenţesc T17, al doilea ca mărime din țară

Tudor Vladimirescu este un cartier din municipiul Iași, ridicat în anii 1950–1960. În acest cartier se află și campusul studențesc Tudor Vladimirescu, cel mai mare campus studențesc din oraș și unul dintre cele mai mari din România.
Cartierul are aproximativ 15.000 locuitori, la care se adaugă 10.000 de studenți. În ultimul deceniu, cartierul a cunoscut o evoluție deosebită în principal datorită construirii primului mall din municipiu, Iulius Mall.
În prezent Campusul universitar Tudor Vladimirescu numără 22 de cămine studențești dintre care două pot fi considerate tip hotel, datorită dotărilor de care dispun. Campusul se află în proprietatea Universității Tehnice Gh. Asachi.